# SAVAK
Národní organizace pro informace a bezpečnost (persky سازمان اطلاعات و امنیت کشور‎, Sázmán-e ettelá'át va amnijat-e kešvar), zkráceně SAVAK (persky ساواک‎), byla tajná policie Íránského císařského státu. Byla založena v Teheránu v roce 1957 na základě zákona o národní bezpečnosti a fungovala až do íránské revoluce v roce 1979, kdy byla rozpuštěna předsedou vlády Šápúrem Bachtijárem.
Organizace vznikla za pomoci Francie a Spojených států amerických. Francouzská zpravodajská služba Service de documentation extérieure et de contre-espionnage poskytovala výcvik v oblasti sledování, boje proti podvratné činnosti, výslechových technik a shromažďování politických informací, zatímco americká Ústřední zpravodajská služba poskytovala finanční prostředky a rovněž výcvik. Organizace se proslavila rozsáhlým sledováním, represemi a mučením politických disidentů. Šáh Mohammad Rezá Pahlaví využíval organizaci k zatýkání, věznění, vyhnání a mučení svých oponentů, což vedlo k nelibosti veřejnosti. Nespokojenosti občanů využil exilový politik Rúholláh Chomejní, který se snažil šířit islámskou filozofii.
Na svém vrcholu měla organizace přibližně 5 000 agentů. Íránsko-americký vědec a bývalý politik Gholám Rezá Afchamí odhaduje, že organizace měla mezi 4 000 a 6 000 členů.

## Ředitelé
| Pořadí | Portrét | Jméno (narození–úmrtí)         | Působení v úřadu | Působení v úřadu | Působení v úřadu |
| Pořadí | Portrét | Jméno (narození–úmrtí)         | Nástup           | Odchod           | Délka            |
| ------ | ------- | ------------------------------ | ---------------- | ---------------- | ---------------- |
| 1.     |         | Tejmúr Bachtijár (1914–1970)   | 20. března 1957  | 26. února 1961   | 3 roky a 359 dní |
| 2.     |         | Hasan Pákraván (1911–1979)     | 26. února 1961   | 26. ledna 1965   | 3 roky a 335 dní |
| 3.     |         | Nematolláh Nassírí (1910–1979) | 26. ledna 1965   | 7. června 1978   | 13 let a 132 dní |
| 4      |         | Násir Moqadam (1921–1979)      | 7. června 1978   | 12. února 1979   | 250 dní          |